# Agogo (album KMFDM)
Agogo - album kompilacyjny niemieckiego zespołu industrialnego KMFDM, będący kolekcją wcześniej niewydanych utworów i tych wydanych na innych, trudno dostępnych albumach. Został wydany 17 listopada 1998 roku przez wytwórnie Wax Trax! i TVT.

## Lista utworów
1. "Thank You" (wcześniej niewydany) - 0:44
2. "Godlike" (Chicago Trax Version) (z Naïve) - 3:34
3. "Virus" (Dub) (z Naïve) - 6:25
4. "Rip the System" (z More & Faster) - 3:34
5. "Naff Off" (z More & Faster) - 4:17
6. "Mysterious Ways" (cover U2) (z Shut Up Kitty) - 3:10
7. "Ooh La La" (z Hellraiser III) - 4:02
8. "Hole in the Wall" (wcześniej niewydany) - 4:23
9. "Agogo" (wcześniej niewydany) - 7:01
10. "Zip" (wydany na pierwszej edycji What Do You Know, Deutschland?) - 5:12